# Затара, Илунга
Илунга Манде Затара — конголезский бегун на длинные дистанции, который специализируется в марафоне. На олимпийских играх 2012 года не смог закончить марафонскую дистанцию. Занял 42-е место на чемпионате мира по полумарафону 2010 года, показав время 1:06.14.
На церемонии открытия Олимпиады в Лондоне был знаменосцем своей страны.